# 大国外交
大国外交是形容1990年代开始出现的中华人民共和国外交政策变化趋势，至习近平时代发展成强调斗争性的“战狼外交”，是习近平外交思想的主要组成部分。

## 性质
1. 将中国明确定位为世界上有影响力的大国，是一种心态调整过程。
2. 随着经济发展与相互依存的趋势，重视与其它大国，主要是美俄英法德印等国的伙伴关系建立。
3. 中国积极参与以往忽略的、抵制的国际金融、军控、经贸等组织并负担维持现状秩序的责任。

## 事例
- 1990年代初期邓小平称中国为一“极”。
- 1994年中俄联合声明首次互称为世界大国。
- 1997年-1998年频繁的中美俄德英法首脑互访。
- 1999年-2000年中国领导人积极参加联合国几次高峰会。
- 中国主动参与、组织包括上海合作组织、博鳌论坛，积极参加东盟自由贸易磋商等等。

## 早期发展
中国官方在江泽民和胡锦涛执政时期不承认有大国外交政策，而是“独立自主的和平外交”。“大国外交”的定义与适当性目前还在中国学界与官方单位中继续争论。中国领导人对大国外交构思作出重要影响者包括邓小平、钱其琛、江泽民、唐家璇等人。两岸深入研究“大国外交”（包括赞同与反对者）的主要学者有曲星、何方、叶自成、时殷弘、金灿荣、杨洁篪、邱坤玄、石之瑜、张登及等人。在中国互联网上可以找到这些人关于中国大国外交的深入分析。
與大國外交相關的另一個概念是「中國崛起」，此一概念於1990年代初期出現在外國期刊(China rising)，中國較早系統研究此一概念的則是清華大學教授閻學通。直到2003年冬，中共中央黨校副校長鄭必堅在博鰲亞洲論壇上以「中國和平崛起」為題發表演說，國務院總理溫家寶12月訪美時在哈佛大學再度談及，中國崛起或"和平崛起"方正式進入中國官方政策文件。 探討中國崛起戰略、環境、語意較為著名的學者還有王逸舟、金灿荣、時殷弘、黃仁偉、牛軍等人。

## 近期发展
自2012年习近平出任中国共产党总书记以来，中国外交方针已经从邓小平强调的「韬光养晦、有所作为」，更改为强调斗争性的「战狼外交」。2023年3月6日，已经开展第三个任期的习近平看望参加全国政协的民建工商联界委员期间提出，“面对国际国内环境发生的深刻复杂变化，必须做到沉着冷静、保持定力，稳中求进、积极作为，团结一致、敢于斗争”。